# Piedralaves
Piedralaves – gmina w Hiszpanii, w prowincji Ávila, w Kastylii i León, o powierzchni 55,25 km². W 2011 roku gmina liczyła 2288 mieszkańców.